# Serguéi Jovanski
Serguéi Jovanski –en ruso, Сергей Хованский– es un deportista ruso que compitió en piragüismo en la modalidad de aguas tranquilas. Ganó tres medallas de bronce en el Campeonato Mundial de Piragüismo entre los años 2006 y 2009, las tres en la prueba de K4 200 m, y tres medallas en el Campeonato Europeo de Piragüismo entre los años 2004 y 2009.

## Palmarés internacional
| Campeonato Mundial | Campeonato Mundial     | Campeonato Mundial | Campeonato Mundial |
| Año                | Lugar                  | Medalla            | Competición        |
| ------------------ | ---------------------- | ------------------ | ------------------ |
| 2006               | Szeged (Hungría)       | Medalla de bronce  | K4 200 m           |
| 2007               | Duisburgo (Alemania)   | Medalla de bronce  | K4 200 m           |
| 2009               | Dartmouth (Canadá)     | Medalla de bronce  | K4 200 m           |
| Campeonato Europeo |                        |                    |                    |
| Año                | Lugar                  | Medalla            | Competición        |
| 2004               | Poznań (Polonia)       | Medalla de plata   | K2 200 m           |
| 2004               | Poznań (Polonia)       | Medalla de bronce  | K4 500 m           |
| 2009               | Brandeburgo (Alemania) | Medalla de plata   | K4 200 m           |